# Dolopichthys dinema
Dolopichthys dinema is een straalvinnige vissensoort uit de familie van armvinnigen (Oneirodidae). De wetenschappelijke naam van de soort is voor het eerst geldig gepubliceerd in 1972 door Pietsch.